# Branche professionnelle
 (octobre 2013).
Si vous disposez d'ouvrages ou d'articles de référence ou si vous connaissez des sites web de qualité traitant du thème abordé ici, merci de compléter l'article en donnant les références utiles à sa vérifiabilité et en les liant à la section « Notes et références ».
Une branche professionnelle regroupe les entreprises d'un même secteur d'activité et relevant d'un accord ou d'une convention collective. Juridiquement, toutefois, la notion de branche est difficile à cerner. Cette difficulté tient à la nature même de la branche : le regroupement d'entreprises autour d'intérêts communs est une initiative patronale prise selon les circonstances, et qui peut prendre des formes extrêmement différentes. En France, le Code du travail ne donne aucune définition de la branche, de telle sorte que si celle-ci existe, elle demeure un privilège d'employeurs disposant d'une véritable liberté formelle.

## Branche et convention collective
L'usage confond souvent la branche et la convention collective. Cette confusion est erronée, car il peut exister plusieurs conventions collectives dans une même branche. 
Cinq cas de figures sont possibles :
1. soit la branche possède une convention collective nationale et des conventions locales. C'est notamment dans le cas de la métallurgie [1], qui possède une convention collective nationale pour les cadres et les ingénieurs, et une multiplicité de conventions collectives régionales ;
2. soit la branche possède des conventions collectives distinctes pour les cadres et les non-cadres (cas de la métallurgie notamment) ;
3. soit la branche possède des conventions collectives pour des métiers différents exercés en son sein. C'est notamment le cas de l'assurance[2] ;
4. soit la branche possède plusieurs conventions collectives pour une même activité qui regroupe des entreprises de statuts différents. C'est par exemple le cas du secteur bancaire[3] où coexistent une convention collective pour les caisses d'épargne, une autre pour le Crédit mutuel, et une convention générique pour les autres banques ;
5. soit la branche possède un mixte au moins deux de ces cas.

Dans toutes ces hypothèses, il n'est pas possible de réduire la branche à la notion de convention collective, même si ces deux concepts sont connexes. Cette connexité explique que la branche soit parfois définie comme le champ d'application d'une ou de plusieurs conventions collectives liées.

## Branche et secteur d'activité
La branche est une notion connexe du secteur d'activité (NAF), mais se distingue de celui-ci et par sa nature, et par sa portée. 
Le secteur d'activité est une notion définie au niveau européen pour harmoniser les statistiques publiques. Son origine est donc administrative. Sa physionomie est très différente de celle des branches. 
Un même secteur d'activité concerne généralement plusieurs branches. C'est par exemple le cas de l'ingénierie et des études techniques ou encore de la construction de véhicules automobiles.
Inversement, une branche recouvre d'ordinaire plusieurs secteurs d'activité. Par exemple, la convention collective de la propreté concerne 7 secteurs d'activité différents.

## Branche et dialogue social
Historiquement, la branche s'est constituée pour servir d'espace de dialogue entre employeurs et représentants des salariés. À l'époque où les partenaires sociaux s'entendaient pour considérer l'entreprise comme un lieu de conflictualité, la branche s'est même imposée comme un lieu privilégié de concertation et de négociation. 
Dans la pratique, les branches négocient des conventions collectives ou des accords de branche. Les conventions portent sur les clauses substantielles du contrat de travail (rémunération, durée du travail), alors que les accords portent sur les autres sujets.
La négociation de branche reste vivace aujourd'hui, même si l'obligation de négociation annuelle instaurée dans les entreprises par les lois Auroux en a affaibli l'importance. En 2012, 1236 textes (conventions et accords) de branche ont été déposés au ministère chargé du travail, soit une légère progression par rapport à l'année précédente. Ce bilan est en partie porté par les obligations grandissantes en matière de négociation. Aux traditionnelles négociations sur les rémunérations minimales de branche s'ajoutent en effet de multiples thèmes, soit dans le domaine du travail (formation, gestion prévisionnelle des emplois et des compétences, etc.), soit dans le domaine de la protection sociale complémentaire.

## L'avenir des branches
Parce que les branches sont issues d'une histoire maintenant ancienne, dont la manifestation contemporaine date du XIXe siècle, rafraîchie par la loi sur les conventions collectives de 1950, leur adaptation aux formes actuelles du capitalisme et leur avenir a soulevé de nombreuses questions.
Ces questions se sont tout d'abord portées sur le nombre de branches. Selon les comptages, la France compte entre 700 et 900 branches professionnelles, dont certaines sont groupusculaires. 57 branches seulement comptent plus de 50 000 salariés, et 450 comptent moins de 5 000 salariés, selon le rapport Poisson de 2009. La réduction du nombre de branches constitue donc une Arlésienne régulièrement évoquée dans les débats publics.
Ces questions se sont aussi portées sur la légitimité du dialogue social au sein des branches. Les règles de celui-ci ont été réformées par la loi sur la représentativité du 20 août 2008, qui a subordonné la reconnaissance de représentativité des syndicats de salariés dans les branches à un seuil minimal d'audience dans les entreprises.